# ایثن هاک
ایثن گرین هاک (انگلیسی: Ethan Green Hawke؛ زادهٔ ۶ نوامبر ۱۹۷۰) بازیگر و فیلم‌ساز آمریکایی است. او چند جایزه برنده شده و نامزد دریافت چهار جایزهٔ اسکار و یک جایزهٔ تونی بوده است. او سه فیلم بلند، سه نمایش‌نامهٔ آف برادوی و یک مستند را کارگردانی کرده است و همچنین سه رمان و یک رمان گرافیکی نوشته است.
هاک فعالیت خود در سینما را با فیلم علمی تخیلی کاوشگران (۱۹۸۵) آغاز کرد و بعدها برای بازی در درام انجمن شاعران مرده (۱۹۸۹) به شهرت رسید. او برای بازی در نیش واقعی (۱۹۹۴) مورد تحسین منتقدان قرار گرفت. هاک در سه‌گانهٔ پیش متشکل از پیش از طلوع (۱۹۹۵), پیش از غروب (۲۰۰۴) و پیش از نیمه‌شب (۲۰۱۳) ایفای نقش کرد و برای نوشتن فیلم‌نامهٔ دو فیلم دوم نامزد دریافت جایزهٔ اسکار شد. همچنین برای بازی در نقش مکمل روز تعلیم (۲۰۰۱) و پسرانگی (۲۰۱۴) نامزد دریافت جایزهٔ اسکار شد.
هاک فعالیت در زمینهٔ کارگردانی را با دیوارهای چلسی (۲۰۰۱) آغاز کرد. او در سال ۲۰۱۸ برای بازی در درام نخستین اصلاح‌شده و کارگردانی درام بلیز مورد تحسین منتقدان قرار گرفت. او در سال ۲۰۲۱ برای بازی در مینی‌سریال تاریخی پرنده ارباب خوب نامزد دریافت جایزهٔ گلدن گلوب شد، و در سال ۲۰۲۲ در مجموعهٔ تلویزیونی شوالیه ماه از دنیای سینمایی مارول ایفای نقش کرد.

## زندگی

### کودکی و نوجوانی
ایثن هاوک در آستین در تگزاس متولد شد او فرزند لزلی کارون و جیمز استیون هاک، ایثن نزد پدربزرگش هاوارد لموئل گرین زندگی کرد. ایثن بازیکن تیم بیس بال لگیزلیچر تگزاس بود. زمانی که ایثن به دنیا آمد پدر و مادرش وارد دانشگاه تگزاس شدند و درست زمانی که خود ایثن وارد این دانشگاه شد پدر و مادرش از یکدیگر جدا شدند. سپس او با مادرش از آتلانتا به نیویورک رفت؛ و پس از مدتی به وستویندسور نیوجرسی نقل مکان کرد در سال ۱۹۸۸ او به مدرسه بازیگری مک کارتر رفت.

### دورانِ کاری
ایثن در سن ۱۴ سالگی اولین فیلمش با نام کاوشگران را بازی کرد. سپس به مدرسه بازیگری بریتیش تئاتر در انگلستان رفت.
ایثن در سال ۱۹۸۹ در فیلم انجمن شاعران مرده بازی کرد. پس از این فیلم هاک در فیلم‌های دیگری مانند: غار شیر، پدر، پیش از طلوع، پیش از غروب و روز تعلیم بازی کرد که برای بازی در فیلم روز تعلیم نامزد جایزه اسکار نیز شد. (فیلم‌های نامبرده شده خلاصه‌ای از فیلم‌های ایثن هاک می‌باشد). هاک فیلمی به نام دیوارهای چلسی را کارگردانی کرد.

### زندگیِ خصوصی

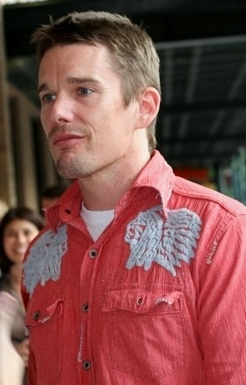
هاک در سال ۲۰۰۷

ایثن هاوک در سال ۱۹۹۸ با اوما تورمن، بازیگر فیلم‌هایی همچون پالپ فیکشن و بیل را بکش ازدواج کرد. حاصل این ازدواج یک دختر به نام مایا ری تورمن هاوک (متولد ۸ ژوئیه ۱۹۹۸) و یک پسر به نام لوون روآن تورمن هاوک (متولد ۱۵ ژانویه ۲۰۰۲) است. هاوک در ژوئیه سال ۲۰۰۴ از اوما تورمن جدا شد. او در شهر منهتن زندگی می‌کند و حامی دموکرات‌ها نیز می‌باشد.

## فیلم‌شناسی

### فیلم
| سال  | عنوان                               |
| ---- | ----------------------------------- |
| ۱۹۸۵ | کاوشگران                            |
| ۱۹۸۹ | انجمن شاعران مرده                   |
| ۱۹۸۹ | پدر                                 |
| ۱۹۹۱ | سپیددندان                           |
| ۱۹۹۱ | تاریخ معما                          |
| ۱۹۹۲ | سرزمین‌آب                            |
| ۱۹۹۲ | نیمه‌شبی آرام                        |
| ۱۹۹۳ | عشق گرانبها                         |
| ۱۹۹۳ | زنده                                |
| ۱۹۹۴ | مسابقه تلویزیونی                    |
| ۱۹۹۴ | نیش واقعی                           |
| ۱۹۹۴ | دست و پا زدن                        |
| ۱۹۹۴ | سپیددندان ۲: افسانه گرگ سفید        |
| ۱۹۹۵ | پیش از طلوع                         |
| ۱۹۹۵ | جستجو و نابود کردن                  |
| ۱۹۹۷ | گاتاکا                              |
| ۱۹۹۸ | آرزوهای بزرگ                        |
| ۱۹۹۸ | پسران نیوتن                         |
| ۱۹۹۹ | سرعت گری                            |
| ۱۹۹۹ | بارش برف روی سروها                  |
| ۲۰۰۰ | هملت                                |
| ۲۰۰۱ | زندگی بیداری                        |
| ۲۰۰۱ | نوار                                |
| ۲۰۰۱ | روز تعلیم                           |
| ۲۰۰۱ | دیوارهای چلسی                       |
| ۲۰۰۴ | گرفتن جان‌ها                         |
| ۲۰۰۴ | پیش از غروب                         |
| ۲۰۰۵ | حمله به کلانتری ۱۳                  |
| ۲۰۰۵ | ارباب جنگ                           |
| ۲۰۰۵ | یه چیز دیگه                         |
| ۲۰۰۶ | گرمترین ایالت                       |
| ۲۰۰۶ | ملت غذای آماده                      |
| ۲۰۰۷ | پیش از آنکه شیطان بفهمد مرده‌ای      |
| ۲۰۰۸ | آنچه تو را نمی‌کشد                   |
| ۲۰۰۸ | نیویورک، دوست دارم                  |
| ۲۰۰۹ | بهترین‌های بروکلین                   |
| ۲۰۰۹ | استیتن آیلند                        |
| ۲۰۰۹ | روزشکنان                            |
| ۲۰۱۱ | زنی در طبقه پنجم                    |
| ۲۰۱۲ | یادآوری کامل                        |
| ۲۰۱۲ | شوم                                 |
| ۲۰۱۲ | میاماکزیماکولپا: خاموشی در خانه خدا |
| ۲۰۱۳ | پیش از نیمه‌شب                       |
| ۲۰۱۳ | پاکسازی                             |
| ۲۰۱۳ | گریز                                |
| ۲۰۱۴ | پسرانگی                             |
| ۲۰۱۴ | تقدیر                               |
| ۲۰۱۴ | سیمبلین                             |
| ۲۰۱۴ | کشتن خوب                            |
| ۲۰۱۴ | سیمور: یک معرفی رسمی                |
| ۲۰۱۵ | ده‌هزار قدیس                         |
| ۲۰۱۵ | طرح مگی                             |
| ۲۰۱۵ | متولد رنگ آبی                       |
| ۲۰۱۵ | بازگشت                              |
| ۲۰۱۶ | در دره خشونت                        |
| ۲۰۱۶ | پدیده                               |
| ۲۰۱۶ | مائودی                              |
| ۲۰۱۶ | هفت دلاور                           |
| ۲۰۱۷ | والرین و شهر هزار سیاره             |
| ۲۰۱۷ | ۲۴ ساعت تا زنده‌ماندن                |
| ۲۰۱۸ | جولیت، برهنه                        |
| ۲۰۱۸ | بلیز                                |
| ۲۰۱۸ | استکهلم                             |
| ۲۰۱۸ | نخستین اصلاح‌شده                     |
| ۲۰۱۹ | د کید                               |
| ۲۰۱۹ | یک بزرگراه رو تمیز کن               |
| ۲۰۱۹ | حقیقت                               |
| ۲۰۲۰ | تسلا                                |
| ۲۰۲۰ | شهر گلو بریده                       |
| ۲۰۲۱ | گناهکار                             |
| ۲۰۲۱ | تلفن سیاه                           |
| ۲۰۲۲ | مرد شمالی                           |
| ۲۰۲۲ | گلس آنین: یک چاقوکشی اسرارآمیز      |
| ۲۰۲۲ | ریموند و ری                         |
| ۲۰۲۳ | سبک عجیب زندگی                      |
| ۲۰۲۳ | گربه وحشی                           |
| ۲۰۲۳ | دنیا را پشت سر بگذار                |
| ۲۰۲۵ | بلو مون                             |
| ۲۰۲۵ | تلفن سیاه ۲                         |

### تلویزیون
- آلیاس (۲۰۰۳)
- مرغ ربات (۲۰۰۷)
- پاکسازی (۲۰۱۹)
- پرنده ارباب خوب (۲۰۲۰)
- شوالیه ماه (۲۰۲۲)